# Armin Weiß
Armin Weiß (sinh ngày 5 tháng 11 năm 1927 - mất 7 tháng 12 năm 2010) là nhà hóa học và cựu chính trị gia người Đức thuộc Đảng Xanh.

## Cuộc đời và Sự nghiệp
Weiß sinh ngày 5.11.1927 và lớn lên ở Stefling (gần Nittenau), không xa Wackersdorf, nơi mà trong thập niên 1980, ngành công nghiệp hạt nhân của Tây Đức bắt đầu xây một nhà máy tái xử lý hạt nhân (xử lý chất thải hạt nhân để sử dụng lại). Thời đó Weiß đang làm giáo sư môn hóa học vô cơ ở Đại học Ludwig Maximilians tại München, ông đã xin nghỉ phép và bắt đầu xuất hiện trước công chúng kêu gọi chống đối việc xây dựng nhà máy nói trên. Cuối cùng việc xây dựng nhà máy ở Wackersdorf đã phải ngưng lại. Sau đó, ông tham gia vào chính phủ của bang Bayern và tiếp tục chống đối các nhà máy hạt nhân. 

## Nghiên cứu
Ban đầu, ông nghiên cứu chủ yếu về đất sét. Từ lâu người ta đã dùng urê pha với đất sét để sản xuất đồ sứ có chất lượng cao, nhưng mãi tới năm 1961 Weiß mới là người đầu tiên mô tả cơ chế tác động của urê với đất sét.

## Giải thưởng
- 1981 Huy chương Liebig năm 1981
- 2007 Giải Tương lai phi hạt nhân.[1][4]